# 比爾吉 (土耳其)

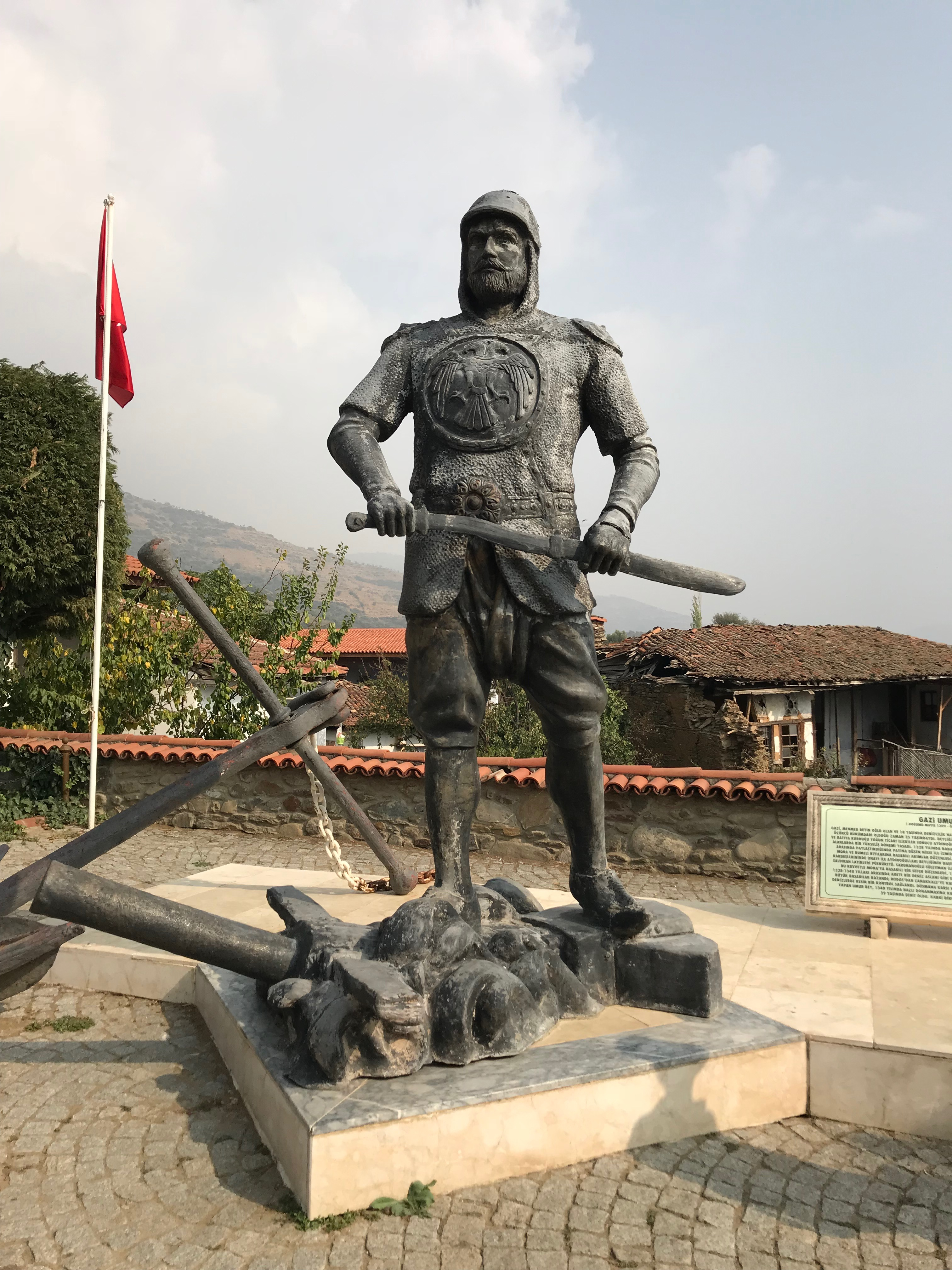
比爾吉當地的烏穆爾貝伊雕像

比爾吉（土耳其語：Birgi）是一座位於土耳其伊兹密尔省內厄代米什地區的小鎮，今日它的地名源自其中世紀時期的名稱皮爾貢（希臘語：Πυργίον，意思是「小塔」）的變形與轉音。

## 歷史
在古代，比爾吉被稱為宙斯希隆（意為「宙斯的聖所」）。在阿塔羅斯王國被罗马共和国吞併後，該城被劃歸給罗马帝国行省的亞細亞省分管轄。
7世紀時期，城市被重新命名為克里斯托波里斯（希臘語：Χριστούπολις），在12世紀以後則稱為皮爾貢。皮爾貢於1307年被突厥人攻陷，此後成為艾登侯國的首都。
旅行家伊本·白图泰於旅途中曾到訪過這座城市，並參與了當時著名學者莫希丁的演講。